# União Soviética nos Jogos Olímpicos de Inverno de 1964
A União Soviética mandou 69 competidores que disputaram oito modalidades nos Jogos Olímpicos de Inverno de 1964, em Innsbruck, na Áustria. A delegação conquistou 25 medalhas no total, sendo onze de ouro, oito de prata e seis de bronze.